# 中村康三
中村 康三（なかむら こうぞう）は、元コナミデジタルエンタテインメント所属のゲームミュージックの作曲家。兵庫県神戸市出身。
『GuitarFreaks』&『DrumMania』シリーズをメインとして楽曲を提供しており、ゲームでのアーティスト名義はアルファベットで「Kozo Nakamura」と表記されている。また『麻雀格闘倶楽部シリーズ（4以降）』の音楽も担当している。
『GuitarFreaks』&『DrumMania』シリーズのV5では新曲が無かったが、次回作のV6で復活した。

## 手がけた楽曲

### BEMANIシリーズ（本人名義）
- WILD RIDE（中村康三）
- Aithon
- Durandal（サントラのみ収録）
- Dragon Blade
- Desert Rose
- Atalante
- Ring
- Slang
- Jumping Boogie(jubeatに収録)
- Red
- Deep Forest
- Jailbreak

### 麻雀格闘倶楽部への提供
- 麻雀格闘倶楽部4:ロビー，東一局，東二局，東三局，東四局，南一局，南二局，南三局，オーラス，リーチA，リーチB，リーチC
- 麻雀格闘倶楽部5:ランキング，ロビー，東一局，東二局，東三局，東四局，オーラス，リーチA，リーチB，リーチC
- 麻雀格闘倶楽部6:ロビー，東一局，東二局，東三局，東四局，オーラス，リーチA，リーチB，リーチC

### BEMANIシリーズ（その他名義及び合作）
- RISE （泉陸奥彦）
- BLIND（有待雅彦）
- HIGH (Nitza Melas)
- ROCKIN' PARADISE (Thomas Howard Lichtenstein)
- BRING BACK (Kevin Vecchione)
- SWEET FELINE (Anna Vieste)
- SUZY AND THE TIME MACHINE (Thomas Howard Lichtenstein)
- Utopia（寺島純子）
- Country day (Anna Vieste)
- Libra (Thomas Howard Lichtenstein)
- Electric Sun (Anna Vieste)
- HOLIDAY（らく楽器隊2003） - 『らくがきっず』のBGMのアレンジ
- Real~Lサイズの夢~ (MAKI)
- Say（TOMOKO MIWA）
- 無常の星（P-Bombers） - 肥塚良彦、Jimmy Wecklとの合作
- The Legend (Ritter) - Naya~nとの合作、柴田浩之と東京工業大学混声合唱団コール・クライネスが歌唱参加
- Spellbound (Anna Vieste)
- On Cloud Nine (Brian Smith)
- 無言の街（P-Bombers） - 肥塚良彦、Jimmy Wecklとの合作第2弾

### 演奏のみ参加
- Sunflower Girl (SHORTCUTS) - 作曲:TOMOSUKE（エレキ・ギター演奏）
- BOBBY SUE AND SKINNY JIM（Raj Ramayya） - 作曲:佐々木博史（ギター演奏）
- Rebirth (MAKI) - 作曲TOMOSUKE（ギター演奏）
- DEPARTURE (AKINO LEE) - 作曲:佐々木博史（ギター演奏）
- スイマーズ（亜熱帯マジ-SKA爆弾 feat.MAKI) - 作曲:小野秀幸（ギター演奏）
- Double Trouble (亜熱帯マジ-SKA爆弾feat. Thomas Howard Lichtenstein) - 作曲:小野秀幸(ギター演奏（援助）)
- Infinite (PARALLEL FLOATERS(TOMOSUKE&入尾信充) - 作曲:TOMOSUKE（ギター演奏）
- わすれもの（ハンサムジェットプロジェクト feat. みずしな孝之) - 作曲:Yuei、作詞:Handsome JET(コーラス)
- 林檎と蜂蜜（亜熱帯マジ-SKA爆弾 feat.MAKI） - 作曲:小野秀幸（ギター演奏）
- less (MAKI) - 作曲小野秀幸（ギター演奏）
- 瞬的愛歌 (JET LOVE) (Handsome JET Project) - 作曲:Yuei、作詞:Handsome JET(コーラス)
- mint candy ☆ cirus drop (U.KI) - 作曲:TOMOSUKE（ギター演奏）
- Handsome JET L-Project (Handsome JET Project) - 作曲:Yuei、作詞:Handsome JET(コーラス)
- 『termination』 (今井優子 with NM) - 作曲:NM、作詞:jun (アコースティックギター演奏)
- Reaching for the Stars (serena) - 作曲TOMOSUKE（ギター演奏（援助））
- 哀愁のコリゴリラ（ハンサムジェットプロジェクトfeat. みずしな孝之） - 作曲:Yuei、作詞:Handsome JET(コーラス)
- 妄想学園ino-koi組（亜熱帯マジ-SKA爆弾 feat. MAKI） - 作曲:小野秀幸（ギター演奏）
- 戻らない恋（ザ・パンサーズ） - 作曲:ショッチョー(ギター演奏)
- Bittersweet (Frankie "Paradise"Legree) - 作曲:肥塚良彦（ギター演奏）
- Little Little Princess (SHRINE 418) - 作曲:wac & Yuei（ギターソロ演奏（前半））

## その他
- かつては「ラ・ナカムール」という名義も使用しており[1]、『グラディウスIII』や『らくがきっず』や『XTRIAL RACING』や『のびてけ!ビョンビョン大作戦』など複数のコナミゲームの作曲にも関わっていた。
- 2013年6月15日をもってコナミデジタルエンタテインメントを退社し、Elephant2+というブランドを立ち上げ活動している。